# Amy Collé Mbengue
Pour les articles homonymes, voir Mbengue.
Amy Collé Mbengue, née le 28 novembre 1967 à Dakar, est une judokate sénégalaise.

## Carrière
Amy Collé Mbengue pratique le judo depuis 1983. Elle est championne du Sénégal dans la catégorie des moins de 63 kg de 1985 à 1993 et ceinture noire 4ème dan.
Aux Championnats d'Afrique de judo 1986 à Casablanca, Amy Collé Mbengue remporte la médaille de bronze dans la catégorie des poids mi-moyens.
Elle est médaillée d'argent dans la catégorie des moins de 66 kg aux Championnats d'Afrique de judo 1990 à Alger.
Elle est portée au rang d'officier de l'ordre du Mérite en 2010.
Elle est la première Sénégalaise à devenir entraîneur de judo ainsi qu'arbitre de judo, devenant arbitre internationale en 2014.